# Dieter Lumpen
Dieter Lumpen ist die Hauptfigur eines Abenteurers aus den gleichnamigen Bildergeschichten des argentinischen Autors Jorge Zentner und des spanischen Zeichners Rubén Pellejero, die 1985 für die Zeitschrift Cairo erfunden wurde.
Dieter Lumpen ist ein typischer Antiheld und damit charakteristisch für Abenteurergeschichten seiner Zeit, teilweise beeinflusst durch die Figur Corto Maltese des italienischen Autors Hugo Pratt. Er setzt sich weder für etwas ein, noch verfolgt er ein klares Ziel. Stattdessen lässt er sich widerwillig in Abenteuer verwickeln, in die er durch Zufall gerät. Schauplätze der Geschichten sind exotische Länder (Türkei, Israel oder Indien) in den 1920er Jahren.

## Die Abenteuer von Dieter Lumpen

### Kurzgeschichten
1985 wurden vier Geschichten auf Spanisch veröffentlicht, die ersten drei ursprünglich in schwarz-weiß:
- Un puñal en Estambul (deutsch: Der Dolch aus Istanbul)
- Juegos de azar (deutsch: Spiel mit dem Tod)
- Bomba de tiempo (deutsch: Die Zeitbombe)
- La voz del maestro (deutsch: Die Stimme des Meisters)

1986 erschienen weitere vier Kurzgeschichten in Farbe:
- Cuestión de piel (deutsch: Weiße Haut, dunkle Haut)
- El malo de la película (deutsch: Wie in einem Film)
- Los pecados de Cupido (deutsch: Cupidos Launen)
- Boca Dourada (deutsch: Boca Dourada – Goldmund)

Alle Kurzgeschichten erschienen nochmals in den zwei Alben der Reihe Cimoc Extra Color Nr. 31: Las aventuras de Dieter Lumpen (1987) und Nr. 59: Un puñal en Estambul (1989) des spanischen Verlages Norma Editorial in Farbe. In Deutsch erschienen alle Kurzgeschichten als Band 1 der Serie Dieter Lumpen beim Carlsen Verlag. und in der Gesamtausgabe von Finix Comics.

### Alben und Bücher
Ab 1987 erschienen die Geschichten von Dieter Lumpen auch in Langform. Die ersten beiden Titel wurden als Alben von Norma Editorial veröffentlicht, El precio de Caronte erschien später im Buchformat im Rahmen der Komplettausgabe der Abenteuer von Dieter Lumpen im spanischen Verlag Planeta DeAgostini. In Dänemark erschienen 1987 die ersten beiden Bände 1987 bei Bogfabrikken. Die Gesamtausgabe erschien auch auf Französisch 2014 bei Mosquito, auf Spanisch 2014 bei Astiberri Ediciones und auf Englisch 2016 bei IDW. Der Carlsen Verlag druckte ab 1990 zwei Bände und Finix Comics sämtliche Geschichten im Jahr 2014 in deutscher Sprache:
- 1987 – Enemigos comunes (deutsch: „Ungebetene Freunde“ bzw. „Gemeinsame Feinde“)
- 1989 – Caribe (deutsch: „Dolce Vita“ bzw. „Karibik“)
- 1995 – El precio de Caronte (deutsch: „Der Fahrpreis des Charon“)